# رينيه بوت
رينيه بوت (بالهولندية: René Bot)‏ هو لاعب كرة قدم هولندي في مركز ظهير ‏، ولد في 6 نوفمبر 1978 في فيلسن في هولندا. لعب مع أغوف أبيلدورن ودي غرافشاب وفاينورد.